# Kuzi-Teshub
Kuzi-Teshub (también escrito Kuzi-Teššub o  Kunzi-Teššub), cuyo reinado fue a principios del siglo XII a. C. (probablemente de 1180 a 1150 a. C.), fue hijo de Talmi-Teshub, que a su vez fue el último virrey del imperio hitita de Karkemish bajo Suppiluliuma II, y descendiente directo de Suppiluliuma I. Sucedió a su padre en el cargo según las impresiones del sello real encontrado en Lidar Höyük en 1985, en la orilla oriental del río Éufrates. Kuzi-Teshub entonces se hizo denominar «Gran Rey» de Karkemish, lo que sugiere que la dinastía hitita central de Hattusa se había finiquitado en aquella época y que se veía a sí mismo como único heredero verdadero del linaje de Suppiluliuma I. Más exactamente, Kuzi-Teshub aparece como gran rey en inscripciones posteriores de Milid (Arslantepe). El siguiente rey conocido de Karkemish fue Ir-Teshub.
No existen evidencias de que Kuzi-Teshub gobernara directamente Milid como su rey. Por una parte, es posible que gobernara directamente en Milid, pero por otra, puede que instalara a su hijo Pugnus-mili I como gobernante local en Milid. Kuzi-Teshub y Pugnus-mili, que solo son conocidos por las inscripciones dejadas por los reyes autónomos de Milid, Runtiya y Arnuwanti, quienes eran hijos de Pugnus-mili I y nietos de Kuzi-Teshub. Las referencias a Kuzi-Teshub en las inscripciones de sus nietos pueden indicar que Milid se habría separado pacíficamente de Karkemish.